# Domingo González
Domingo González (Tumaco, 25 april 1951 – 16 juli 1979) was een profvoetballer uit Colombia, die als middenvelder onder meer speelde voor Independiente Santa Fe, Once Caldas, Deportes Quindío en Cúcuta Deportivo. Hij overleed op 28-jarige leeftijd als gevolg van een busongeluk.

## Interlandcarrière
González nam met het Colombiaans voetbalelftal deel aan de Olympische Spelen van 1972 in München, waar de ploeg in de voorronde werd uitgeschakeld na nederlagen tegen Polen en Oost-Duitsland, en een overwinning op Ghana.